# Rino Bozajic

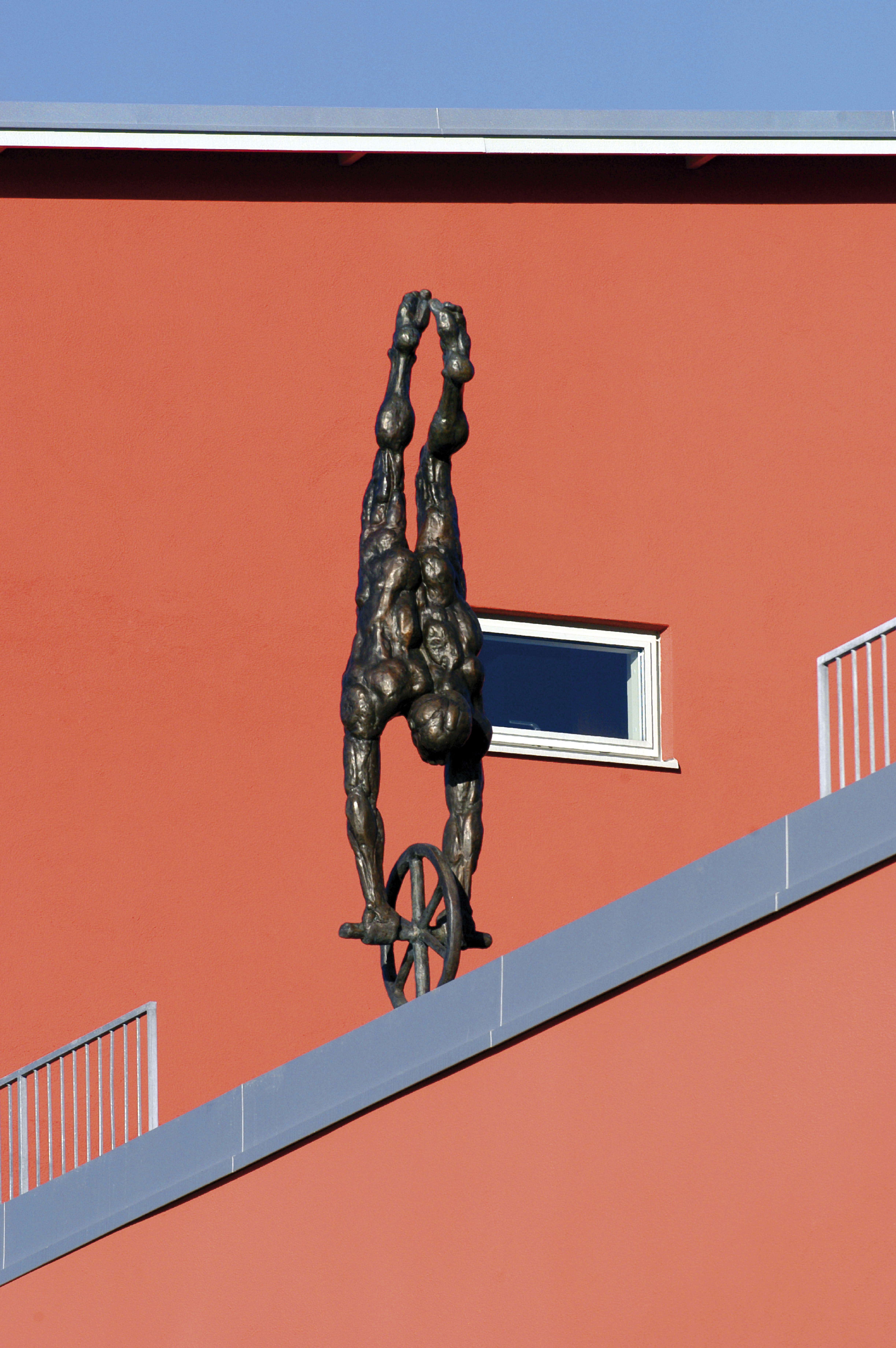
Skulpturen Balansören av Rino Bozajic kan ses på Dr Wengbergs gata i Bostadsbolagets område Johannesörten, Guldheden, Göteborg.

Rino Bozajic, född 5 september 1942 i Zadar, nuvarande Kroatien, är en svensk konstnär verksam i Kärna, Kungälvs kommun.

## Biografi
Rino Bozajic kom till Sverige i början av 1960-talet och studerade vid Konsthögskolan Valand 1966–71. Han har varit universitetslektor vid Högskolan för design och konsthantverk, HDK, lärare vid Studieverksamheten på Lillhagens sjukhus samt lärare vid Angeredsateljén, som i ett samarbete mellan Folkuniversitetet, HDK, Göteborgs stad och Västra Götalandsregionen under 2001–11 bedrevs som ett försök att bidra till breddad rekrytering vid högskolor inom bild- och formutbildningar. 

## Konstnärskap
Som konstnär är Rino Bozajic mest känd för sina skulpturer i brons, betong och sten, ofta i stora format, men han har även ägnat sig åt måleri i såväl olja som tusch. Hans skulpturer spänner över ett stort fält, från abstrakta eller systematiska former i liten skala till existentiella verk, ofta med människan i fokus. Bozajic finns representerad på bland annat Göteborgs konstmuseum. Han utgav 2005 boken "Formalfabet" tillsammans med Barbara Häggdahl.

## Offentliga verk i urval
- Balans, brons, 1993, Kungälvs kommun, placerad utanför Mimers idrottshall.
- Utsmyckning, järn, 1989, Göteborgs socialförvaltning, placerad på Virginsgatan.
- Balansören, brons, 1991, Göteborgs stad, placerad på Guldheden.
- Springare och reliefer, brons, 1987, SJ, placerad vid SJ:s skötselhallar i Göteborg.
- Snurra min jord, brons, 1993, bostadsbolaget Poseidon, placerad på Bilradiogatan.
- Springare, brons, 1991, bostadsbolaget Poseidon, placerad i kvarteret Dromedaren.
- Spiral, brons, 1987, Familjebostäder.
- Möte, sten/järn, 2003, Kungälvs kommun, placerad i Liljedal.